# اتحاد شؤون المرأة في ميانمار

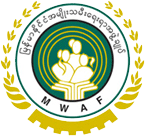

غرفة شئون المرأة بميانمار هي منظمة غير حكومية مقرها في بورما وتهدف أساسيًا إلى تعزيز المرأة في بورما وكذلك إضفاء التطور على أنشطتها. تم تقدير الجهود التي تقوم بها المنظمة من الأمم المتحدة ومنظمة الصندوق العالمي للطبيعة وكذلك منظمة التعاون الإقليمي الآسيوي لمنع الإتجار بالبشر ومنظمة الآسيان بالإضافة إلى منظمة شئون المرأة الصينية.
تم تضمينها كمنظمة غير حكومية ذات مرحعية حكومية، ولذلك مثلت نقد شديد اللهجة للسيدة أونع ساو كي، رئيسة الوزراء البورمية، وذلك لأن كانت تدار بواسطة زوجات الرجال في المناصب الرسمية في بورما.
تأسست المنظمة في يوم 20 من شهر ديسمبر لعام 2003 وذلك لغرض التمكين الكامل لهن للمشاركة في التنمية الوطنية. تعتبر منظمة مجتمع مدني غير هادفة للربح وتهدف للتمكين الشامل للمرأة بغض النظر عن أي اعتبارات متعلقة بالحنسية أو الانتماءات العرقية أو الدينية.
تحدد أهداف المنظمة في الأهداف التالية:
دعم الدور النسوي في إعادة بناء أمة حديثة ومتطورة وقائمة على السلام.
الدفع عن حقوق المرأة.
توفير ضمانات لتعزبز الاقتصاد والصحة والتعليم ورفاهية المرأة بشكل عام واتخاذ قرارات تعمل على ضمان أمانهن.
العمل على غرس تقدير أعمق داخل النساء نحو تراثهم وعادتهن وتقاليدهن.
حماية المرأة بشكل منظم من العنف، وتوفير إعادة التأهيل في الحالات الماسة.
الحد من الإتجار بالنساء والقصّر ومحاولة حل القضية جذريًا كواجب وطني.
التعاون مع المنظمات الدولية والمحلية، مع أخد العادات والتقاليد المحلية في الاعتبار، في محاولة ضمان حقوق المرأة.
عقدت ورشة العمل الأولى التي نظمتها المنظمة في يوم 24 نوفمبر 2016 وذلك لمناقشة قضية الإتجار بالبشر، كما تم تنظيم عدد من المحادثات والحلسات الحوارية حول الإتجار في البشر.

## الأهداف
شُكلت هذه المنظمة في 20 ديسمبر 2003 بهدف تمكين المرأة من المشاركة الكاملة في التنمية المحلية، وهي منظمة غير حكومية تطوعية للنهوض بجميع النساء، بغض النظر عن الجنسية أو العرق أو الديانة.
يهدف اتحاد شؤون المرأة في ميانمار إلى الأهداف التالية:
1.    تعزيز دور المرأة في إعادة بناء أُمة مُسالمة وحديثة ومُتطورة.
2.    حماية حقوق المرأة.
3.    ضمان اقتصاد وصحة وتعليم ورفاهية أفضل للمرأة واتخاذ تدابير لضمان أمن حياتها.
4.    غرس وتعزيز المرأة تقديراً أكبر لتراثها الثقافي وعاداتها وتقاليدها.
5.    حماية المرأة بانتظام من العنف وتوفير وسائل لإعادة التأهيل عند الضرورة.
6.    تقليص ثم القضاء أخيراً على الإتجار بالنساء والأطفال كمهمة وطنية.
7.    التعاون مع المنظمات الدولية والمحلية في ضمان حقوق المرأة وفق العادات والتقاليد المحلية.
عُقدت ورشة العمل الأولى التي نظمها اتحاد شؤون المرأة في ميانمار (MWAF) عن الاتجار بالأشخاص في 24 نوفمبر 2006، كما عُقدت مُحادثات تثقيفية حول منع الاتجار بالأشخاص.